# Hornacina

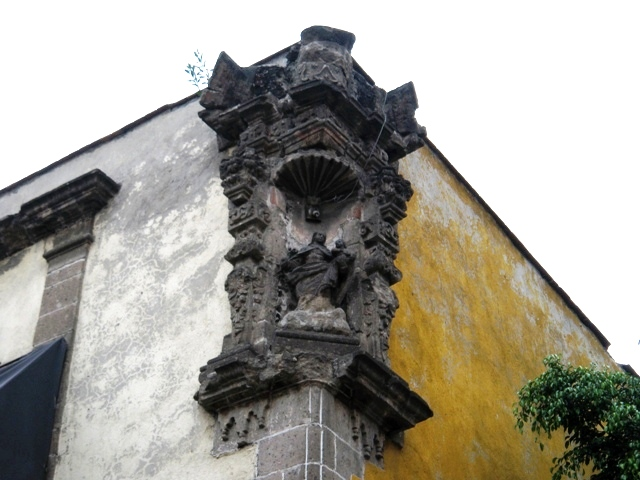
Hornacina Barroca en el Barrio de la Merced, Ciudad de México.

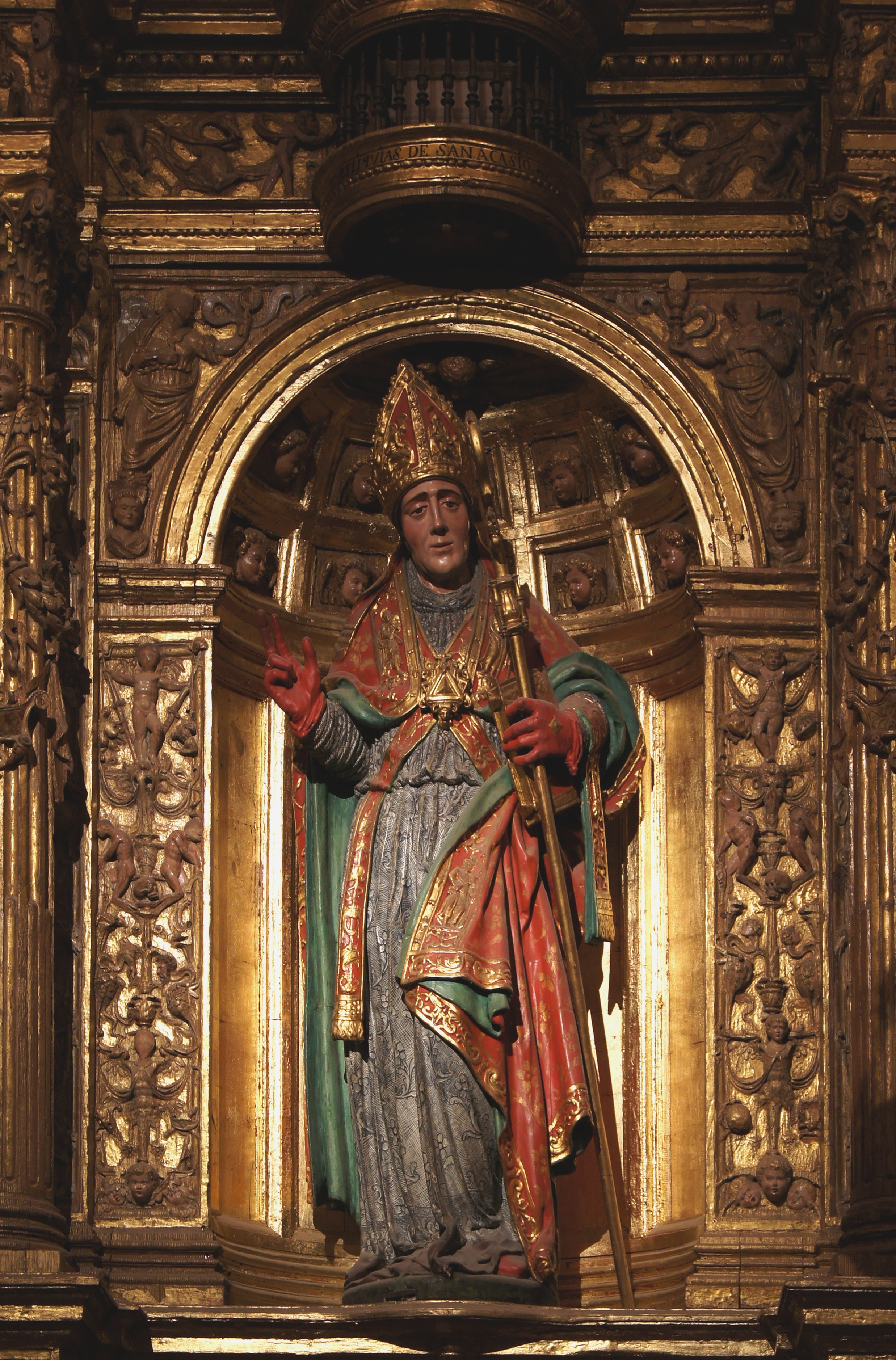
Hornacina con una imagen de San Nicolás, en un retablo en la catedral de Córdoba

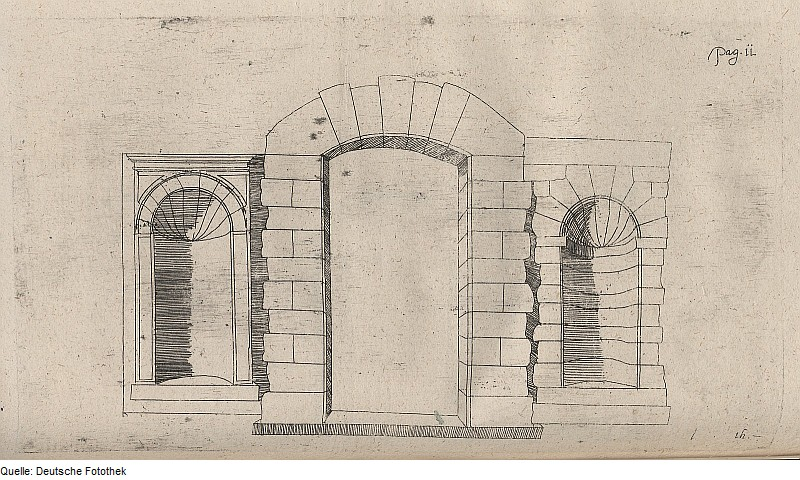
Dos hornacinas o nichos en torno a un arco escarzano.

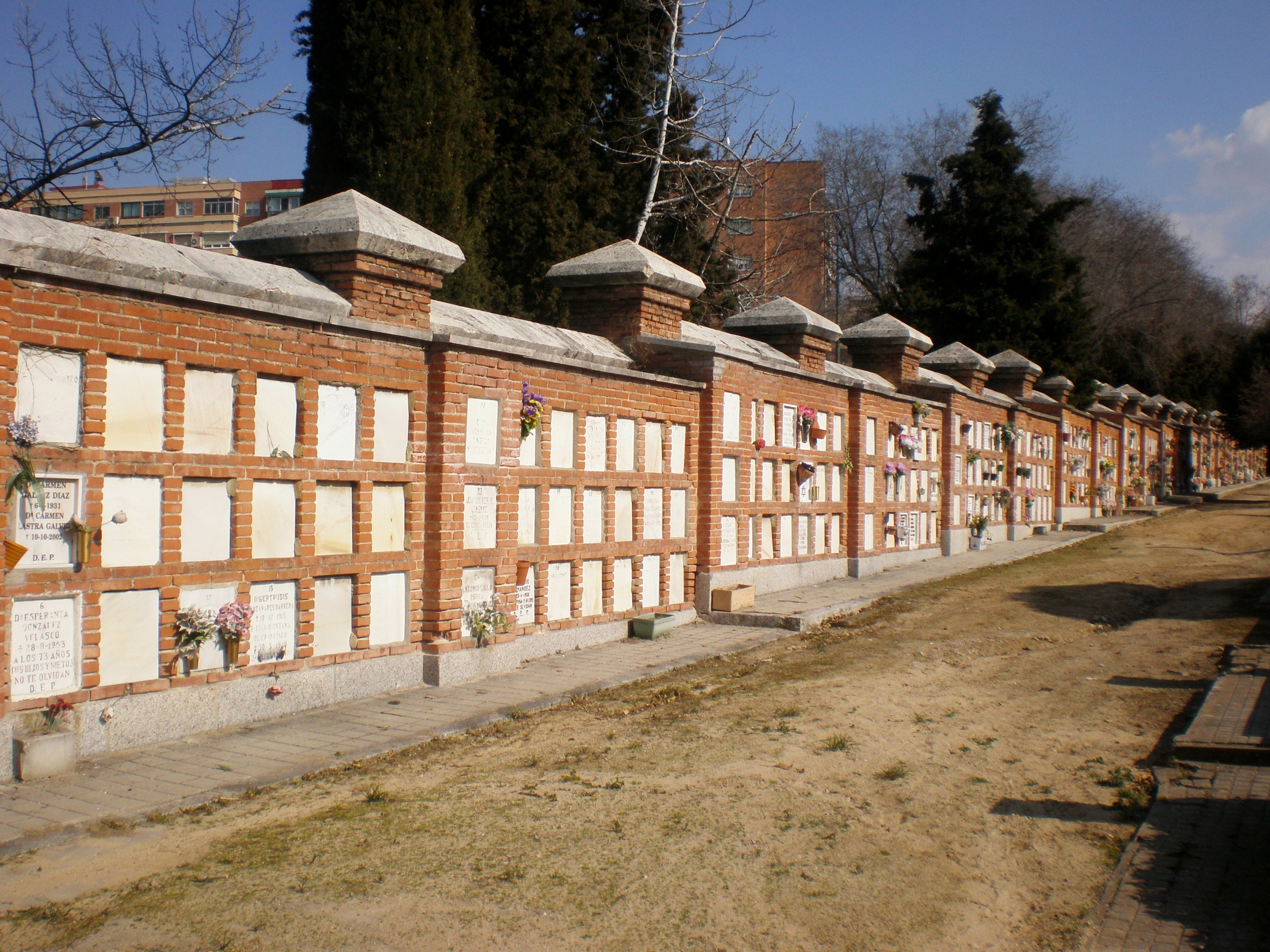
Nichos en el Cementerio Civil de Madrid, España.

Se llama hornacina al hueco coronado por un arco semicircular abierto en la superficie de un muro, para colocar en él una imagen votiva, urna o estatua. Se puede encontrar en el exterior y el interior de los edificios y partiendo de una función religiosa ha ido evolucionando a un uso ornamental. La hornacina lleva generalmente en la parte superior una bóveda semi-esférica, que también se llama venera cuando presenta la forma de una concha marina.

## Hornacina y nicho
Las hornacinas son un tipo determinado de nichos, es decir de huecos en forma de arco, abiertos en un muro, pero no todos los nichos son hornacinas. Son frecuentes las hornacinas incluidas en los retablos de los tiempos: también, formado parte de la portada de un edificio, civil o religioso. 
Las hornacinas quedan abiertas hacia el exterior, aunque si se sitúan en la fachada de un edificio pueden quedar protegidas por un cristal, una reja o una puerta acristalada de modo que pueda verse su contenido.
Otro tipo peculiar de nicho es el que se utiliza para depositar en él cadáveres o sus cenizas, también llamado lóculo; en este caso, lógicamente, a diferencia de lo que sucede en las hornacinas el nicho no queda abierto hacia el exterior.
En muchos idiomas no hay un término específico para referirse a una hornacina, se le llama simplemente nicho; sin embargo, en español no es habitual llamar nicho a las hornacinas, especialmente si se abren en la fachada de un edificio. Incluso, las que se sitúan en la fachada de una casa particular, se denominan habitualmente hornacina, aunque no quede cubierta por un arco, o se sitúe sobrepuesta al muro.